# Volo inaugurale del Falcon Heavy
Il volo inaugurale del Falcon Heavy è stato un volo di test senza carico scientifico effettuato il 6 febbraio del 2018 per testare le funzionalità del nuovo lanciatore. Il volo riuscito con successo lo ha reso il razzo più potente in attività. Produce 22 meganewton di spinta e ha il doppio della capacità di carico dello Space Shuttle della NASA.

## Preparazione

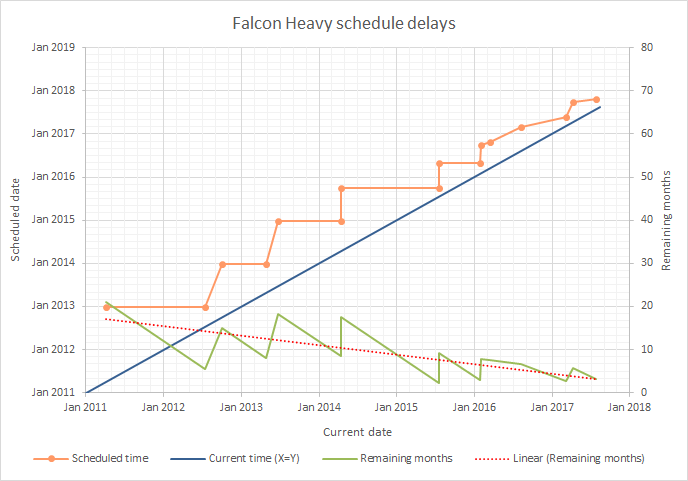
Posticipi della data del volo inaugurale

Nel 2011 iniziò la pianificazione del volo per il 2013, un obiettivo molto ambizioso; successivamente la data subì una serie di posticipi man mano che nuovi problemi emergevano. Gli obiettivi del test comprendevano oltre al lancio in sé, anche la dimostrazione della possibilità del riutilizzo dei componenti con il recupero dei booster laterali e del primo stadio; il piano di volo prevedeva la navigazione all'interno delle fasce di van Allen, per testare la robustezza del razzo, e l'inserimento in orbita eliocentrica.

## Lancio
Il lancio è stato effettuato il 6 febbraio 2018 dal John F. Kennedy Space Center alle 15:45 ora locale, dal Pad 39A storicamente usato per le missioni dei programmi Apollo e Space Shuttle, con circa due ore di ritardo rispetto a quanto pianificato a causa di forti venti in quota.
Il razzo è composto da due stadi, di cui il primo dotato di due booster laterali riutilizzati da missioni precedenti effettuate nel 2016. Lo stadio centrale e i due booster hanno ognuno 9 motori Merlin, il secondo stadio un motore Merlin ottimizzato per il vuoto. Il carico trasportato è simbolico, senza nessuno scopo scientifico, e si tratta della Tesla Roadster di Elon Musk, amministratore delegato di Tesla e SpaceX.
Al lancio i 27 motori accesi contemporaneamente hanno generato una spinta di 22000 kN, sollevando le circa 1500 tonnellate del razzo. Dopo circa due minuti e mezzo, il razzo, che ha raggiunto una quota di 62 km e una velocità di 7000 km/h, ha separato i booster dal corpo principale, che hanno invertito la corsa per tornare alle piattaforme di atterraggio. Dopo 3 minuti, a 92 km di quota e 9500 km/h di velocità, il primo stadio si è separato, procedendo verso la piattaforma di recupero nell'oceano.
Nella seguente tabella, gli eventi colorati in rosso sono fallimenti, mentre quelli in verde sono successi.
| Inizio      | Fine       | Evento                                                                            |
| ----------- | ---------- | --------------------------------------------------------------------------------- |
| T−01:28:00  |            | Go/no go per carico di propellente                                                |
| T−01:25:00  |            | Caricamento di RP-1 kerosene                                                      |
| T−00:45:00  |            | Caricamento di ossigeno liquido                                                   |
| T−00:07:00  |            | Raffreddamento dei motori                                                         |
| T−00:01:00  |            | Avvio dei controlli pre-lancio                                                    |
| T−00:01:00  |            | Pressurizzazione del serbatoio di propellente                                     |
| T−00:00:45  |            | Go/no go per lancio                                                               |
| T−00:00:05  |            | Avvio dei booster laterali                                                        |
| T−00:00:03  |            | Avvio del booster centrale                                                        |
| T−00:00:00  |            | Decollo                                                                           |
| T+00:00:40  |            | Decelerazione dei booster laterali                                                |
| T+00:01:06  |            | Max q (momento di massimo stress meccanico sul razzo)                             |
| ~T+00:01:10 |            | Accelerazione dei booster laterali                                                |
| ~T+00:02:10 |            | Ri-decelerazione dei booster laterali                                             |
| T+00:02:29  |            | Separazione dei booster (BECO)                                                    |
| T+00:02:33  |            | Separazione dei core laterali dal core centrale                                   |
| T+00:02:50  |            | Accelerazione di ritorno dei core laterali                                        |
| T+00:03:04  |            | Spegnimento del motore del core centrale/separazione del motore principale (MECO) |
| T+00:03:07  |            | Separazione tra core centrale e secondo stadio                                    |
| T+00:03:15  |            | Avvio del motore del secondo stadio                                               |
| T+00:03:24  |            | Accelerazione di ritorno del core centrale                                        |
| T+00:03:49  |            | Dislocamento della struttura con il payload                                       |
| T+00:06:41  |            | Bruciata di entrata dei core laterali                                             |
| T+00:06:47  |            | Bruciata di entrata del core centrale                                             |
| T+00:07:58  |            | Atterraggio dei core laterali                                                     |
| T+00:08:19  |            | Atterraggio del core centrale                                                     |
| T+00:08:31  |            | Separazione del motore del secondo stadio (SECO)                                  |
| T+00:28:22  | T+00:28:52 | Riavvio del motore del secondo stadio                                             |
| T+00:28:52  | T+06:00:00 | Esperimento di 6 ore sulle fasce di Van Allen                                     |
| T+06:00:00  |            | Terzo riavvio del motore del secondo stadio                                       |

### Recupero dei booster

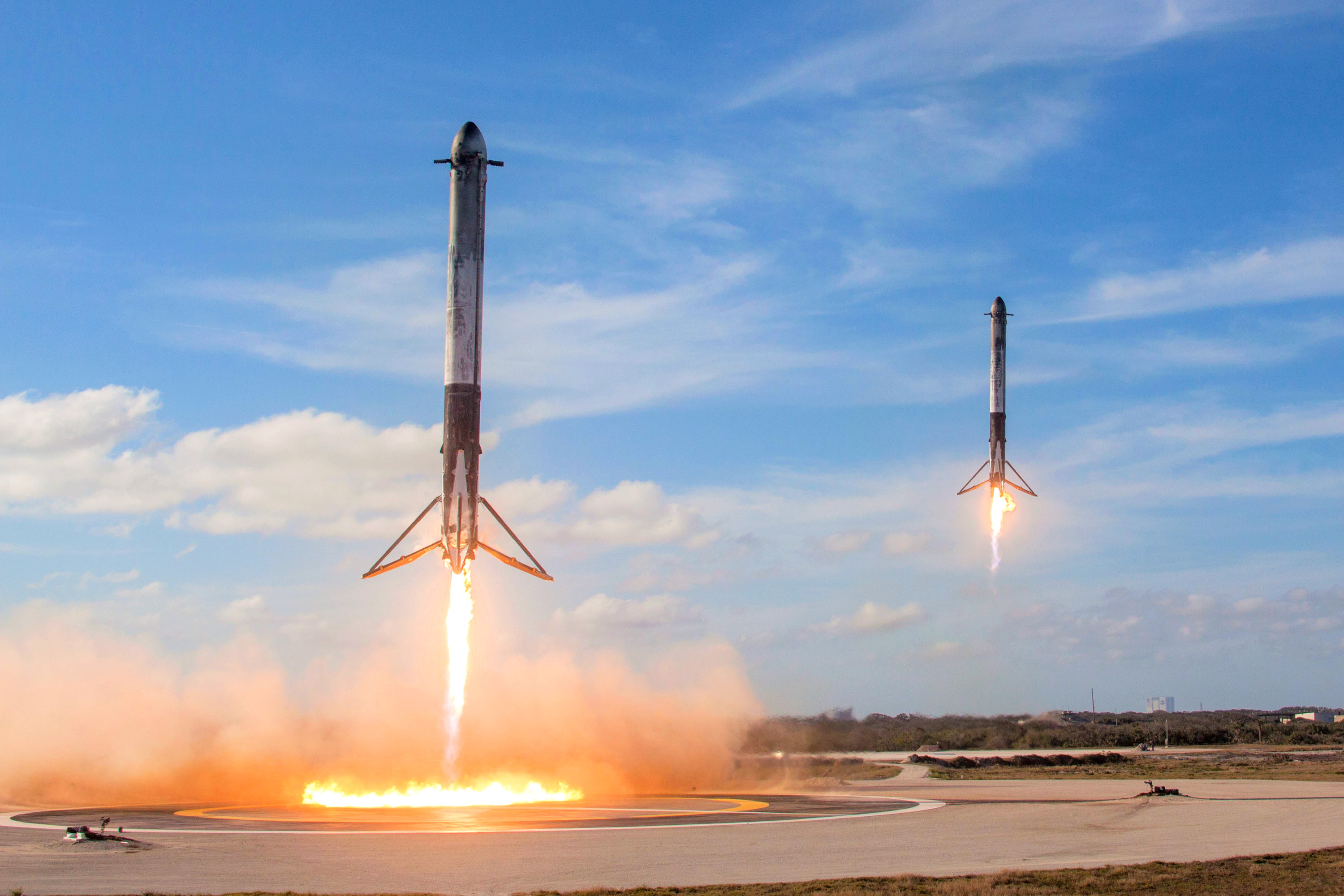
Atterraggio sincronizzato dei booster

Il recupero dei booster è avvenuto correttamente, con un atterraggio sincronizzato sulla Landing Zone 1 e sulla Landing Zone 2. Dato che i booster erano di vecchia generazione, SpaceX ha deciso di non usare le parti più importanti per un terzo lancio. Tuttavia, per il costo elevato e per il lungo processo di manifattura, potrebbero venir riutilizzate le pinne a griglia.

### Recupero del core centrale
Il core centrale ha provato a tornare all'autonomous spaceport drone ship "Of Course I Still Love You" ma ha fallito nell'accendere due di tre motori durante la bruciata nell'atterraggio. Il core si è schiantato nell'oceano 100 metri lontano dalla drone ship a 500 chilometri all'ora, causando danni a due thrusters che tengono in posizione la drone ship. A detta di Elon Musk, durante la conferenza post-lancio, il core centrale ha finito il fluido ignitore di trietilalluminio-trietilborano (TEA-TEB). In seguito Musk ha affermato che la correzione del problema era "abbastanza ovvia"; ciò porta a credere che SpaceX aggiungerà più fluido di accensione nelle missioni future. Dato che SpaceX intende usare solo hardware dal Block 5 per i lanci futuri del Falcon 9, il core centrale del Block 3 non impatterà le future operazioni di SpaceX.

### Stadio finale

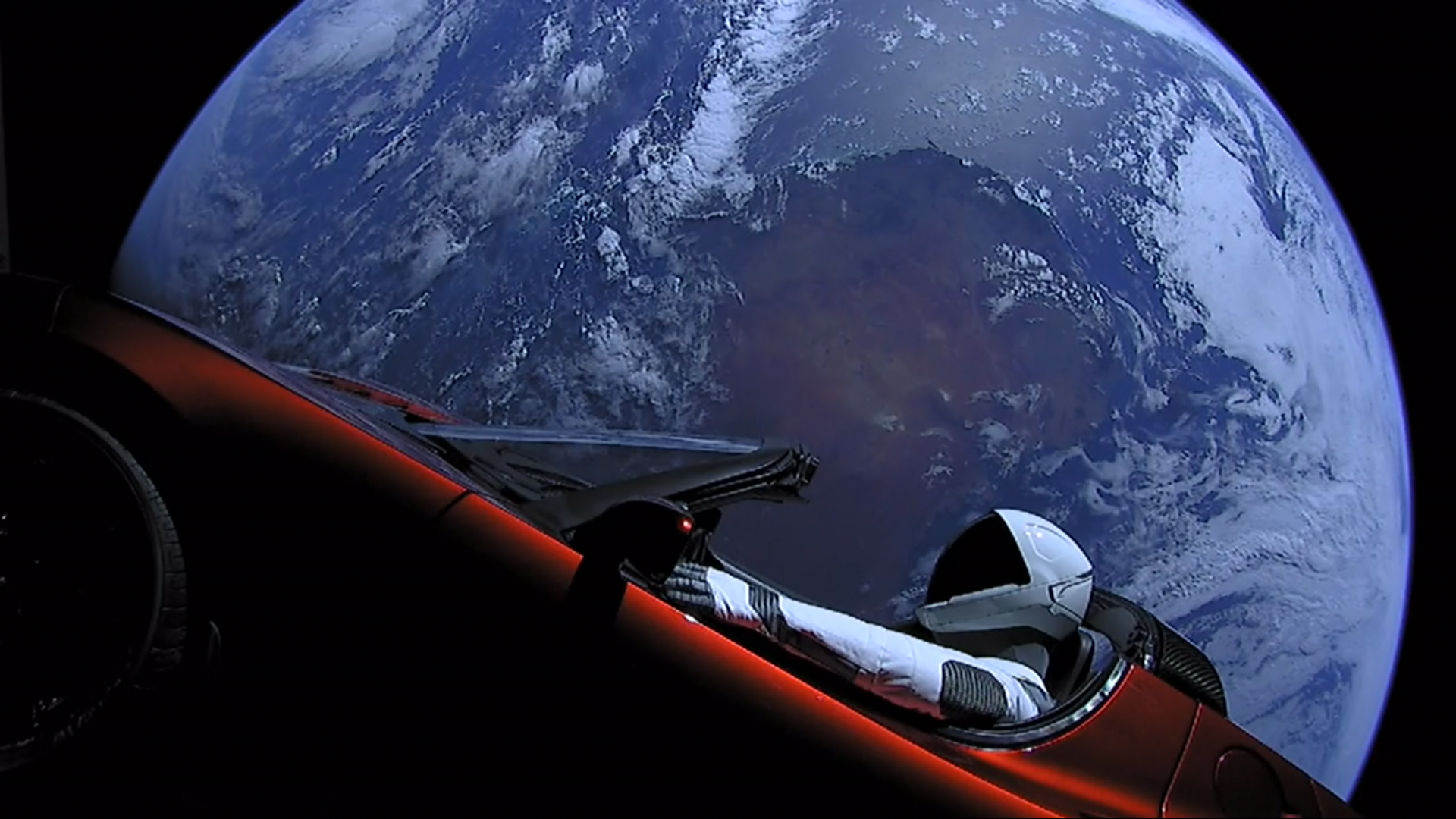
Starman seduto sulla Roadster

Il secondo stadio è stato acceso per tre volte prima di mettere il carico in orbita eliocentrica, con un afelio di 1,70 UA, oltre Marte. L'orbita del carico ha un periodo di 1,53 anni. Le prime quattro ore del volo sono state trasmesse in diretta su YouTube. L'ultima immagine rilasciata al pubblico è stata scattata dopo che il secondo stadio ha consumato tutto il carburante, e mostrava Starman che si lasciava indietro la Terra.  Si prevedeva che le batterie durassero circa 12 ore. La NASA ha aggiunto il secondo stadio al suo database di oggetti del Sistema Solare tracciati. Ci si aspetta che il secondo stadio faccia un incontro ravvicinato con la Terra non prima del 2091.

## Payload
Il volo inaugurale non portava nessun carico utile; è stata usata la Tesla Roadster personale di Elon Musk come carico dimostrativo.

## Evento mediatico
L'evento ha avuto un successo mediatico notevole ed è stato il secondo evento di sempre più seguito in diretta su YouTube dopo il lancio di Felix Baumgartner. Il lancio è stato visto da Cape Canaveral da circa 100000 persone.
Il presidente degli Stati Uniti Donald Trump ha scritto in un tweet:
(Donald J. Trump)
Lori Garver, ex vice amministratore della NASA, in seguito al successo del lancio, si è detto a favore della cancellazione del programma Space Launch System.
Più avanti, Elon Musk ha rilasciato un video dei momenti salienti del volo, e ha ringraziato i fan.
(Elon Musk)

## Galleria d'immagini

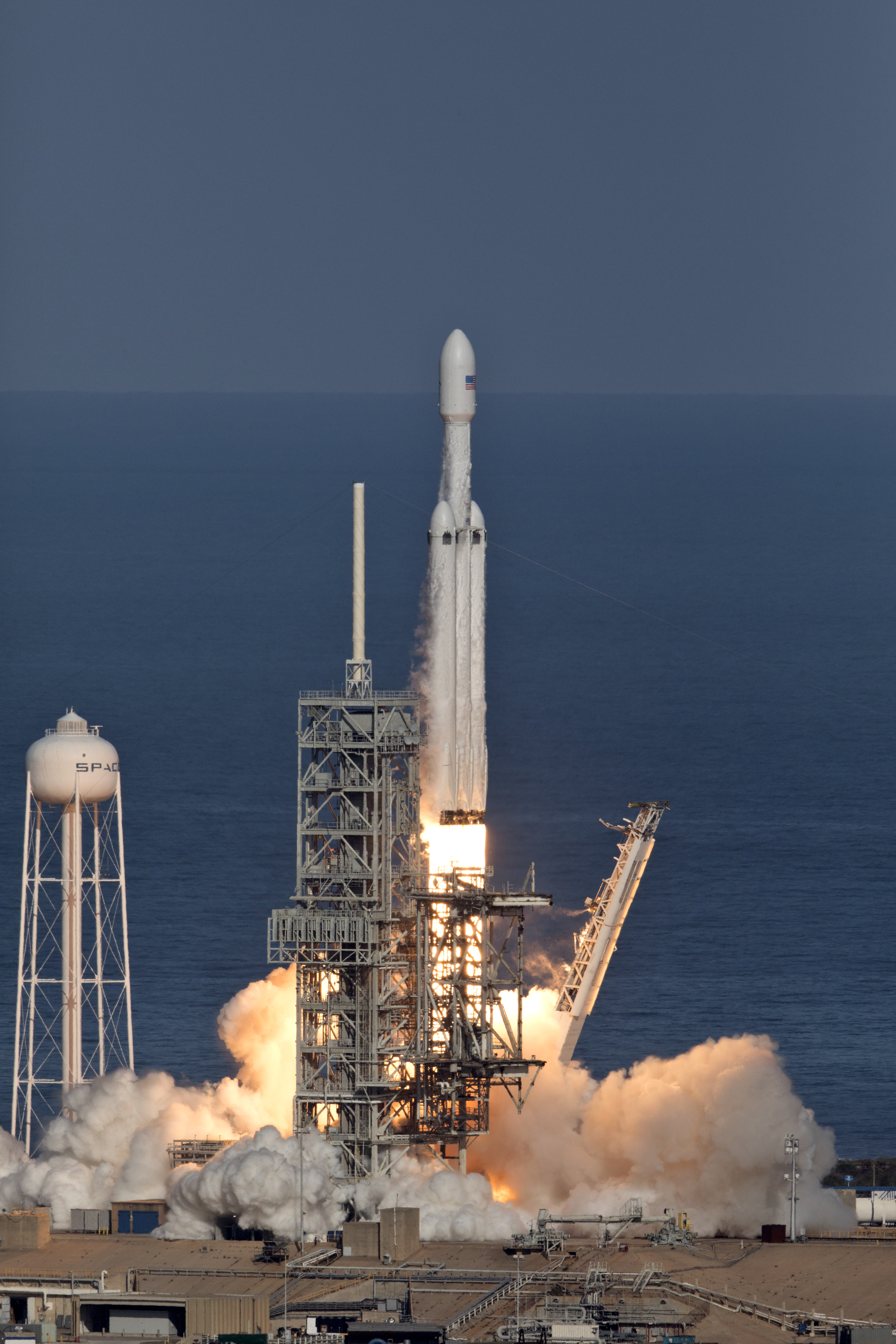
Primo lancio del Falcon Heavy
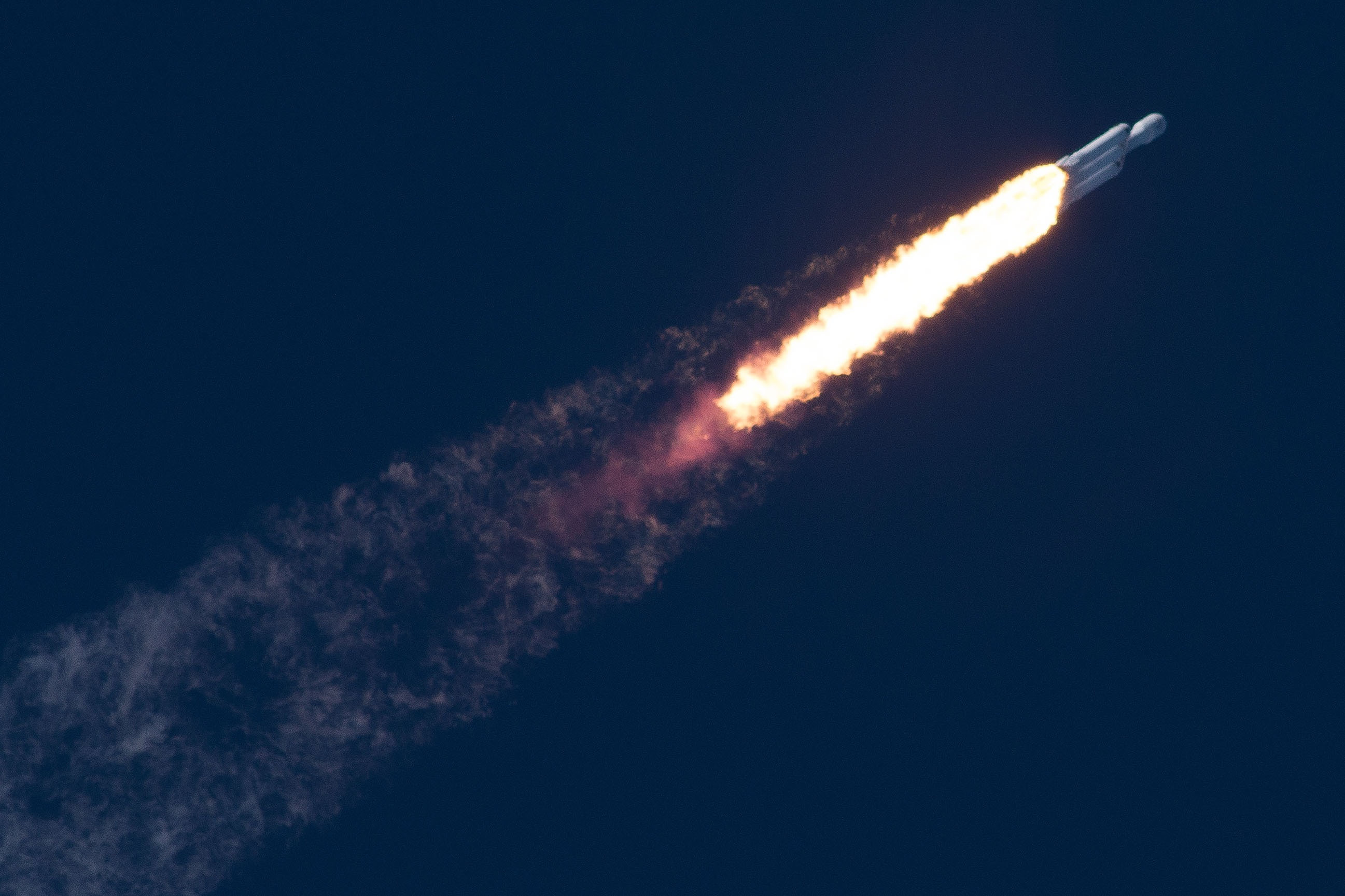
Ascensione del Falcon Heavy
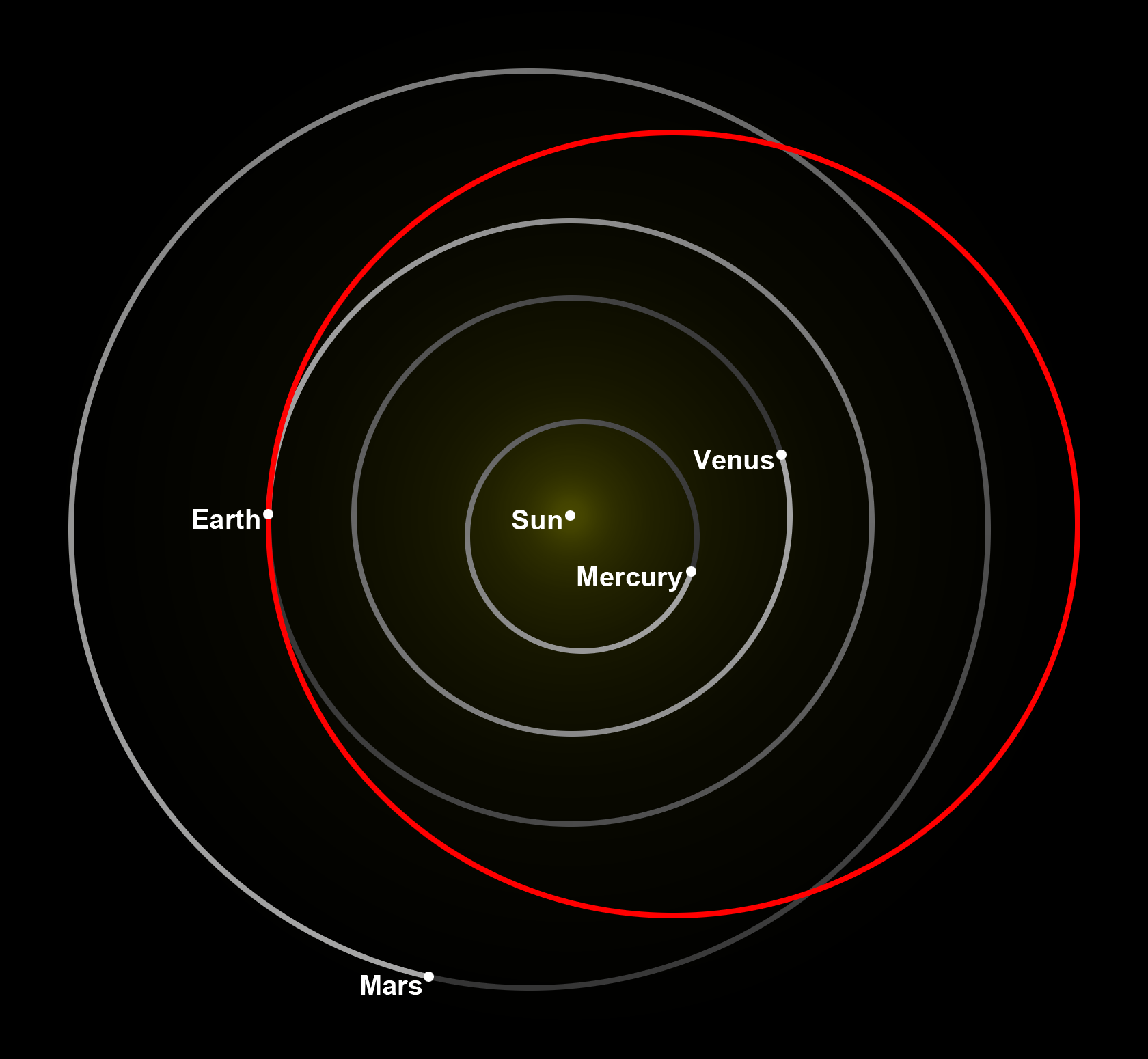
Orbita ellittica prevista, fuori da Marte
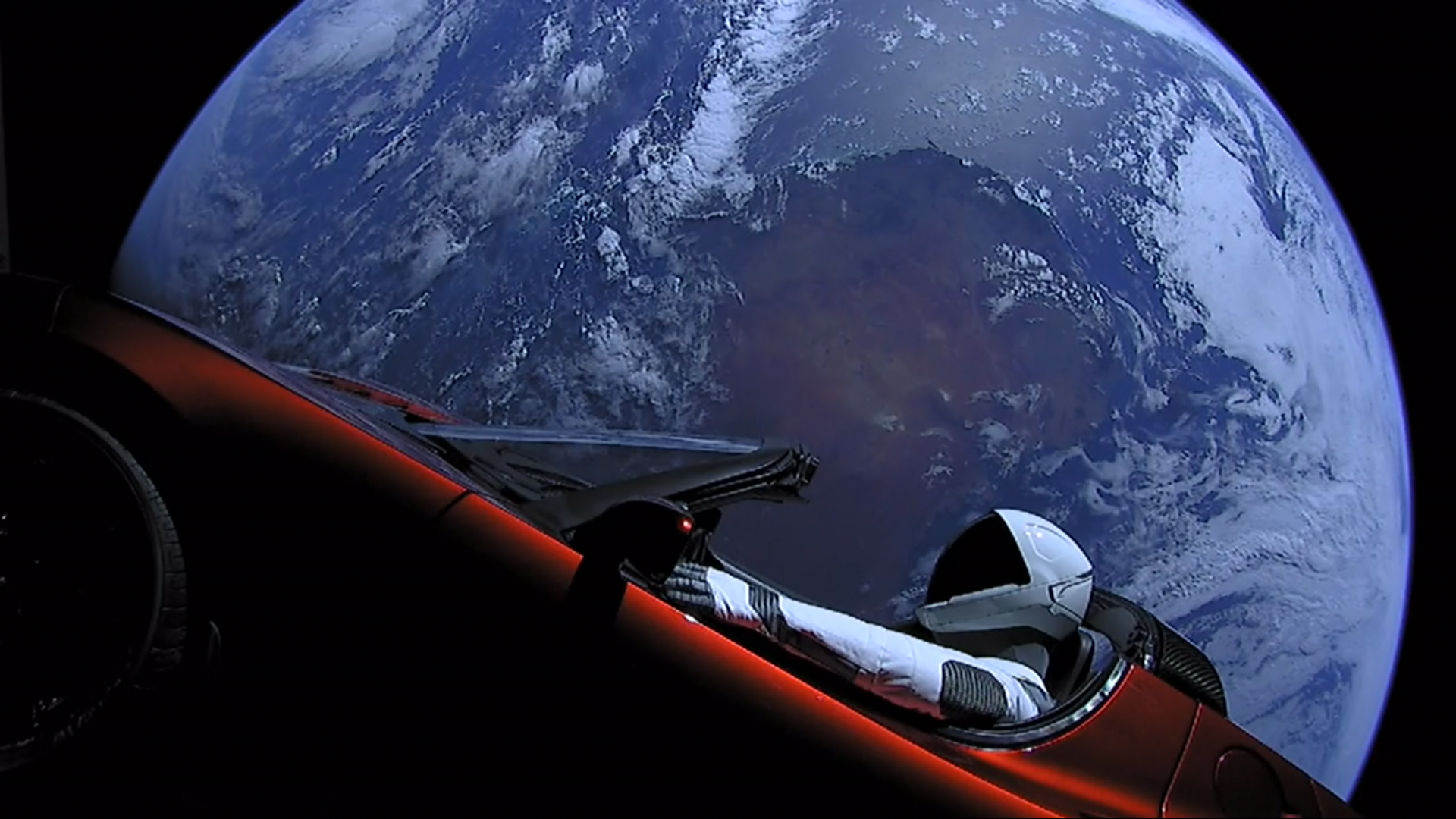
La Roadster con Starman in orbita